# قلادة الملك عبد العزيز
قلادة الملك عبد العزيز هي من أرفع الأوسمة السعودية درجة في التكريم، وتتساوى مع قلادة بدر الكبرى في الدرجة ولكن أقل في المرتبة. ولا تمنح إلا تكريماً للملوك ورؤساء الدول وقادة الأمة الإسلامية.

## الوصف
عبارة عن سلسلة من الذهب عيار 14 حلقاتها على شكل مستطيلات، فيها زخارف عربية، بعضها عليه السيفان السعوديان، وبعضها عليه أربع نقاط من الميناء الخضراء والحمراء، ومعلق بها رصيعة من الذهب مزخرفة بالميناء البيضاء والخضراء، وفي وسط دائرة الميناء البيضاء عبارة عبد العزيز آل سعود بخط ذهبي، وطول السلسلة 108 سم فيها 21 حلقة مستطيلة، وقُطر الرصيعة مع زخارفها 14سم، وتعلق الرصيعة في السلسلة بقطعة من الذهب بشكل الشعار السعودي، ثم العقال وحلقة تربط الرصيعة بها.

## التاريخ
صدر مرسوم الأوسمة السعودية في السادس من جمادى الآخرة 1389هـ من 12 مادة بينت مستحقيه ودرجاته.

## مستحقي قلادة بدر الكبرى
لا تمنح إلاّ تكريماً للملوك ورؤساء الدول.

## الحاصلين عليها
أشهر من حصل عليها:
| الرئيس                    | المنصب                | الدولة           | في عهد                 | مصدر         |
| ------------------------- | --------------------- | ---------------- | ---------------------- | ------------ |
| جورج بوش                  | رئيس الولايات المتحدة | الولايات المتحدة | عبد الله بن عبد العزيز | [ 3 ]        |
| باراك أوباما              | رئيس الولايات المتحدة | الولايات المتحدة | عبد الله بن عبد العزيز | [ 3 ] [ 4 ]  |
| دونالد ترمب               | رئيس الولايات المتحدة | الولايات المتحدة | سلمان بن عبد العزيز    | [ 3 ] [ 5 ]  |
| صباح الأحمد الجابر الصباح | أمير دولة الكويت      | الكويت           | عبدالله بن عبد العزيز  | [ 6 ]        |
| مشعل الأحمد الجابر الصباح | أمير دولة الكويت      | الكويت           | سلمان بن عبد العزيز    | [ 7 ] [ 8 ]  |
| عبد الفتاح السيسي         | رئيس مصر              | مصر              | عبد الله بن عبد العزيز | [ 3 ] [ 9 ]  |
| الباجي قائد السبسي        | رئيس تونس             | تونس             | سلمان بن عبد العزيز    | [ 3 ] [ 10 ] |
| فلاديمير بوتين            | رئيس روسيا            | روسيا            | عبد الله بن عبد العزيز | [ 3 ]        |
| فرانسوا أولاند            | رئيس فرنسا            | فرنسا            | عبد الله بن عبد العزيز | [ 3 ]        |
| هيثم بن طارق              | سلطان عمان            | عمان             | سلمان بن عبد العزيز    |              |